# Ronald Scott
Sir Ronald Stewart "Ron" Scott (21 de janeiro de 1928 – 7 de agosto de 2016) foi um administrador esportivo neozelandês. Ele era o presidente do comitê organizador nos Jogos da Comunidade de Christchurch de 1974. Ele serviu como presidente da Comissão de Hillary, o precursor para o esporte da Nova Zelândia. Scott morreu em Upper Hutt em 7 de agosto de 2016, aos 88 anos de idade.
Scott foi nomeado Cavaleiro Celibatário em serviços prestados ao esporte, especialmente os Jogos da Commonwealth, no aniversário das honras da rainha de 1974.[carece de fontes?]